# Creswell, North Carolina
Creswell är en ort i Washington County i delstaten North Carolina, USA.